# لودویگ فینشر
لودویگ فینشر (آلمانی: Ludwig Finscher؛ ‏ ۱۴ مارس ۱۹۳۰ – ۳۰ ژوئن ۲۰۲۰) موسیقی‌دان و موسیقی‌شناس سرشناس اهل آلمان بود. او مابین سال‌های ۱۹۸۱ تا ۱۹۹۵ استاد رشتهٔ تاریخ موسیقی در دانشگاه هایدلبرگ و یکی از ویراستاران اصلی دانشنامه موسیقی در گذشته و حال بود. او یکی از صاحب‌نظران مورد احترام بین‌المللی در حوزهٔ تاریخ موسیقی کلاسیک غربی از قرن شانزدهم تا دوران موسیقی کلاسیک معاصر است؛ با نگاهی به موسیقی در زمینه‌های فرهنگی، اجتماعی، تاریخی و فلسفی، با بیان و زبانی روشن و ساده، هم برای متخصصان و هم برای خوانندگان عادی.
او موسیقی‌شناسی و فلسفهٔ آلمانی و انگلیسی را در مابین سال‌های ۱۹۴۹ تا ۱۹۵۴ در دانشگاه گوتینگن فرا گرفت و سپس دکترای خود را با نوشتن پایان‌نامه‌ای دربارهٔ مَـس‌ها و موتت‌های آهنگساز دوران موسیقی رنسانس لوازه کومپر دریافت داشت. سپس مدتی به عنوان منتقد موسیقی و روزنامه‌نگار مشغول به کار شد. او پس از آن، دستیار علمی در دانشگاه کیل و دانشگاه زارلاند شد و سرانجام در سال ۱۹۶۷ درجهٔ شایستگی علمی دریافت داشت. پس از این موفقیت او به سِـمَت استادی رشتهٔ موسیقی‌شناسی در دانشگاه گوته فرانکفورت و دانشگاه هایدلبرگ دست یافت.
او مابین سال‌های ۱۹۴۷ تا ۱۹۷۷ رئیس «انجمن پژوهش‌های موسیقی» و از سال ۱۹۷۷ تا ۱۹۸۸ رئیس «انجمن بین‌المللی موسیقی‌شناسی» بود. یکی از مهم‌ترین دستاوردهای او ویراستاری نسخهٔ جدید و ۲۸ جلدی دانشنامهٔ موسیقی در گذشته و حال بود که برایش بیش از ۴۰ مقاله علمی نوشت یا ویرایش نمود. پژوهش‌ها و کارهای او در زمینهٔ کوارتت زهی و موسیقی مجلسی یوزف هایدن و همچنین کتاب دوجلدی «موسیقی قرون پانزده و شانزده میلادی» امروزه استانداردهای موسیقی‌شناسی هستند. او مشارکت‌های مهمی در زمینه انتشار آثار کامل کریستف ویلیبالد گلوک و ولفگانگ آمادئوس موتسارت و پل هیندمیت داشت و طول فعالیت حرفه‌ای‌اش بیش از ۱۳۰ مقاله با زبانی ساده برای مخاطبان عام و همچنین برای متخصصان موسیقی نوشت.
وی همچنین برندهٔ جوایزی همچون جایزه بالزان، پور لو مریت، نشان افتخار شایستگی جمهوری فدرال آلمان شده‌است. او در سال ۲۰۰۳ از دانشگاه زوریخ مدرک دکترای افتخاری دریافت داشت.